# 傑克與魔豆 (2020年電影)
《傑克與魔豆》（英語：Gigantic），是一部原定于2020年美國音樂奇幻喜劇冒險電影。華特迪士尼動畫工作室製作、華特迪士尼影業所發行，由《魔髮奇緣》的聯合導演納桑·格萊諾和《腦筋急轉彎》、《恐龙当家》的編劇梅格·蕾法芙聯合執導。電影取材自英國童話故事《傑克與豌豆》。
電影原本定於2020年11月25日上映。2017年10月10日，該片的製作和檔期已被取消，原檔期則由《尋龍奇緣》（該片之後延期至2021年3月5日上映）取代。

## 劇情
傑克爬上從魔豆長出的高大藤蔓後，找到藏身在雲端的巨人王國，並認識一名11歳的巨人族女孩成為好友，幫助她重返家園。

## 製作
2013年8月，迪士尼正式宣佈開拍電影《Giants》，由《魔髮奇緣》的聯合導演納桑·格萊諾執導，定在2017年上映。2015年8月，迪士尼宣佈譯名為《Gigantic》，並將於2018年11月21日上映。
2017年10月10日，該片的製作和檔期已被取消。

## 發行
《傑克與魔豆》原定於2018年3月9日發行。2016年6月30日，華特迪士尼動畫工作室宣布檔期改為《無敵破壞王2》，並把《傑克與魔豆》延遲至2018年11月21日。2017年4月，迪士尼延遲至2020年11月25日上映。2017年7月，迪士尼正式宣布終止本片製作以及上映計畫。

## 外部連結
- 互联网电影数据库（IMDb）上《Gigantic》的资料（英文）
- 爛番茄上《傑克與魔豆》的資料（英文）
- Box Office Mojo上《傑克與魔豆》的資料（英文）
- AllMovie上《傑克與魔豆》的资料（英文）
- 豆瓣电影上《傑克與魔豆》的資料 （简体中文）
- 时光网上《傑克與魔豆》的資料（简体中文）
- 開眼電影網上《傑克與魔豆》的資料（繁體中文）